# Comisión de Negociación de Futuros de Productos Básicos de Estados Unidos
La Comisión de Negociación de Futuros de Productos Básicos de Estados Unidos (CFTC) es una agencia independiente del gobierno de los Estados Unidos creada en 1974, que regula los mercados de futuros y opciones .
La Commodity Exchange Act (CEA),  7 USC § 1 et seq., prohíbe la negociación fraudulenta de contratos de futuros. La misión declarada de la CFTC es fomentar los mercados abiertos, transparentes, competitivos y financieramente sólidos, para evitar el riesgo sistémico y para proteger a los participantes en los mercados, a los fondos, a los consumidores y al público, contra el fraude, la manipulación y las prácticas abusivas relacionadas con derivados y otros productos que estén sujetos a la Commodity Exchange Act. Después de la crisis financiera de los años 2007-08, y desde 2010 con la Ley Dodd-Frank de reforma de Wall Street y protección del consumidor, la CFTC ha estado tramitando la transición para traer más transparencia y una regulación más estricta al mercado de swaps multimillonarios en dólares.

## Responsabilidades
La CFTC vela por la utilidad de los mercados de futuros fomentando su competitividad y eficiencia, asegurando su integridad, protegiendo a los participantes del mercado contra manipulaciones, prácticas comerciales abusivas y fraude, y asegurando la integridad financiera del proceso de compensación. La CFTC, al igual que la SEC, no regula directamente la seguridad y la solidez de las empresas individuales, a excepción de los operadores de swaps recientemente regulados y a los principales participantes de swaps, para quienes establece estándares de capital de conformidad con Dodd-Frank. A través de la supervisión, la CFTC permite que los mercados de futuros cumplan con la función de descubrimiento de precios y compensación del riesgo de precios.
A partir de 2014, la CFTC supervisa los «mercados de contratos designados» (DCM) o bolsas, instalaciones de ejecución de swaps (SEF), organizaciones de compensación de derivados, repositorio de datos de swaps, concesionarios de swaps, comerciantes de comisiones de futuros, operadores de agrupaciones de productos básicos y otros intermediarios. La CFTC coordina su trabajo con los reguladores extranjeros, como con su homólogo en el Reino Unido, la Financial Conduct Authority, que supervisa la London Metal Exchange.

### Derivados extrabursátiles

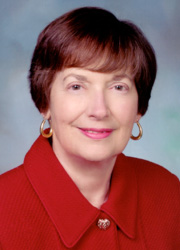
Brooksley Born

En 1998, la presidenta de la CFTC, Brooksley E. Born, presionó al Congreso y al Presidente para que la CFTC supervisara los «mercados extrabursátiles» de derivados (OTC) además de la supervisión que ya existía de los derivados negociados en bolsa, aunque otros reguladores se opusieron a sus advertencias.
Dos actuaciones de la CFTC en 1998 llevaron a algunos participantes del mercado a expresar su preocupación de que la CFTC podría modificar la «Swap Exemption» e intentar imponer nuevas regulaciones en el mercado de swaps. En primer lugar, en una carta de comentarios de febrero de 1998 sobre la propuesta de la SEC de «intermediario bursátil», la CFTC declaró que la propuesta de la SEC crearía el potencial de conflicto con la Commodity Exchange Act (CEA) en la medida en que ciertos instrumentos de derivados OTC entran dentro del ámbito de la CEA y están sujetos a la autoridad estatutaria exclusiva de la CFTC.
En mayo de 1998, la CFTC emitió un «comunicado de concepto» en el que solicitaba comentarios sobre si la regulación de los mercados de derivados extrabursátiles era apropiada y, de ser así, qué forma debería adoptar dicha regulación. La legislación promulgada en 1999 a solicitud del Tesoro de los EE. UU., la Junta de la Reserva Federal y la SEC limitaron la autoridad de legislación de la CFTC con respecto a swaps e instrumentos híbridos hasta el 30 de marzo de 1999 y congeló el estado legal preexistente de los acuerdos de swaps y de los instrumentos híbridos suscritos con la «Swap Exemption», la «Hybrid Instrument Rule», la «Swap Policy Statement» o la «Hybrid Interpretation». El texto de ese acto rezaba: «... la Comisión no puede proponer ni emitir ninguna regla o reglamento, ni emitir ninguna declaración de interpretación o política que restrinja o regule la actividad en un instrumento híbrido o acuerdo de swap calificado». Poco después de que el Congreso aprobara esta legislación que prohíbe a la CFTC regular los derivados, Born renunció. Más tarde comentó el fracaso de Long-Term Capital Management y su posterior rescate como ejemplo de lo que había estado tratando de evitar.

### Derivados del petróleoy futuros: especulación o fundamentos
Desde 1991, la CFTC ha otorgado exenciones secretas de las reglamentaciones de cobertura a los 19 principales bancos y participantes del mercado, permitiéndoles acumular posiciones esencialmente ilimitadas. Estas exenciones salieron a la luz solo después de que se desencadenara la crisis financiera de 2008 y el Congreso solicitara información sobre los participantes en el mercado. Un comerciante o banco a quien se le otorga una exención como coberturista de buena fe puede afectar el precio de un producto básico sin ser su productor o consumidor.
En diciembre de 2007, durante la crisis de las hipotecas subprime, la CFTC comenzó a investigar el transporte, almacenamiento y comercialización de petróleo estadounidense en la manipulación de los precios, que incluía una investigación de los futuros del crudo estadounidense. En mayo de 2008, cuando el precio del crudo mostraba un ascenso meteórico del 40%, alcanzando un récord de 135 dólares por barril, existían sospechas de que estos precios máximos pudieran haber sido el resultado de «manipulación o fraude». Michael Haigh, jefe de investigación de productos básicos de EE. UU. de Société Générale en Nueva York, y execonomista jefe asociado de CFTC, dijo en una entrevista: «No existen precedentes de que la CFTC diga que están en medio de una investigación. [...] Pueden estar bajo la presión del Congreso para evaluar este mercado por sus altos precios». Algunos argumentaron que los fundamentos del mercado del petróleo impulsaban el precio, no el mercado especulativo.
El 25 de junio de 2008, el portavoz Pelosi envió una carta al presidente Bush pidiéndole que ordenara a la CFTC para que usara sus poderes de emergencia y tomase medidas inmediatas para frenar la especulación excesiva en los mercados energéticos y que investigara todos los contratos de energía. A pesar de los crecientes informes de especulación excesiva en los mercados de energía, la CFTC se negó a tomar medidas que habían tomado en el pasado. La Energy Markets Emergency Act de 2008 fue un proyecto de ley fallido que habría intentado frenar la especulación excesiva en los mercados de futuros de energía.
En un discurso de campaña, el candidato presidencial de agosto de 2008, Barack Obama, argumentó que las lagunas en las regulaciones de la CFTC contribuyeron a los precios en alza y a la falta de transparencia en los mercados petroleros.
En abril de 2010, Reuters informó que de las «40 figuras principales de la industria petrolera, incluidos comerciantes y analistas de algunos de los mayores bancos, casas comerciales y compañías petroleras» entrevistadas, la gran mayoría (73%) pensaba que el aumento de la especulación impulsó los precios más allá de los fundamentos de la oferta y la demanda. En abril, la CFTC comenzó a "controlar" la especulación en el comercio de energía y materias primas, especialmente petróleo, y propuso limitar el número de contratos de futuros que los actores financieros pueden mantener en cualquier momento».

### Tasas de cambio de divisas
En noviembre de 2014, la CFTC y la UK Financial Conduct Authority impusieron una multa a seis bancos por manipular el mercado de divisas; JPMorgan, Chase, Citigroup, HSBC, RBS y UBS pagaron aproximadamente 1200 millones de dólares a FCA y 1500 millones de dólares, o aproximadamente 300 millones de dólares cada uno, a la CFTC.

### Regulación de monedas digitales
En marzo de 2014, la CFTC reconoció que estaba considerando la regulación de Bitcoin. La CFTC podría tratar las transacciones de Bitcoin como swaps, futuros o transacciones al contado, de lo contrario, Bitcoin probablemente pasaría a ser una mercancía básica bajo el CEA. En octubre, el Comité Asesor de Mercados Globales de CFTC discutió las monedas virtuales. Mark Wetjen escribió después en un OpEd en el Wall Street Journal que «[bitcoin] podría desempeñar un papel fascinante en los mercados de derivados, así como en los servicios financieros» y que se había presentado recientemente a la CFTC un contrato de swaps en Bitcoin por una plataforma de negociación registrada.